# Station Trith-Saint-Léger
Station Trith-Saint-Léger is een spoorwegstation in de Franse gemeente Trith-Saint-Léger.

## Foto's

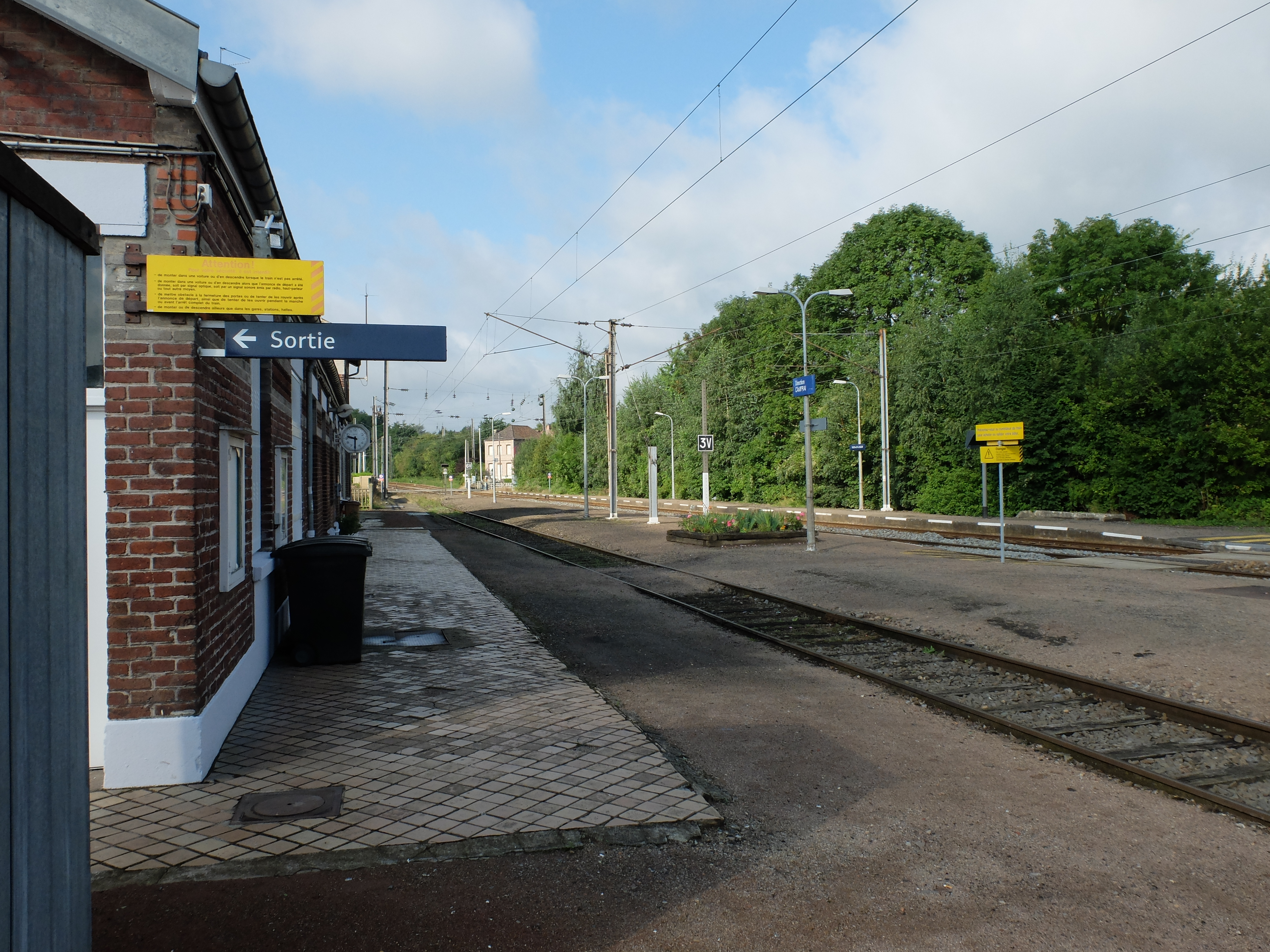